# Macleania alata
Macleania alata är en ljungväxtart som beskrevs av J.L. Luteyn. Macleania alata ingår i släktet Macleania och familjen ljungväxter. Inga underarter finns listade i Catalogue of Life.